# 翼壮議員同志会
翼壮議員同志会（よくそうぎいんどうしかい）とは、1945年3月10日 - 9月6日まで存在した衆議院の院内会派。

## 概要
大政翼賛会の再編成に伴って大日本翼賛壮年団が解散される事が決まった際に、同団出身の翼賛政治会所属議員が、自分達の了承無く決定がされたこと、新しく政治団体として組織される大日本政治会の結成が戦前からの既成政治家主導で決定されたことに反発してこれに参加せずに新たに結成した。内務省と陸軍は表向き、大日本政治会のみを交渉相手として認める態度を取ったが、若手将校の中には翼壮議員同志会がより本土決戦に積極的としてこれを支持する動きもあった。
その後、大日本翼賛壮年団解散によって支持基盤を失ったこと、同じく大日本政治会に参加しなかった護国同志会が大日本政治会との統合交渉を行い始めたことから、徹底抗戦を条件に大日本政治会との統合交渉が行われたが、それが実現する前に敗戦を迎えたために解散に追い込まれることになった。
翼壮議員同志会のメンバーとしては宇田耕一（戦後経済企画庁長官）、河盛安之介（戦後大阪府堺市長）、稲葉圭亮（法務大臣稲葉修の兄）、蠟山政道（戦後お茶の水女子大学学長）らがいた。なお蝋山は結成当初のメンバーではなく、途中から参加したメンバーである。